# Laysla De Oliveira
Laysla De Oliveira (11 de enero de 1992) es una actriz canadiense de ascendencia brasileña, reconocida principalmente por su participación en las películas In the Tall Grass y Guest of Honour.

## Carrera
La carrera de De Oliveira inició a comienzos de la década de 2010. Uno de sus primeros papeles fue el de Johanna Peeters en la serie de televisión Covert Affairs. Poco tiempo después figuró en producciones como Nikita y Gothica. En 2018 hizo parte de los seriados iZombie y The Gifted. Un año después interpretó el papel de Verónica en la película de Atom Egoyan Guest of Honour y protagonizó el filme In the Tall Grass, inspirado en la novela En la hierba alta de Joe Hill y Stephen King.

## Filmografía

### Cine
- 2019 - Business Ethics
- 2019 - Code 8
- 2019 - In the Tall Grass
- 2019 - Guest of Honour
- 2018 - One by One
- 2018 - Acquainted
- 2017 - Jalen Vs. Everybody
- 2016 - Lea to the Rescue
- 2016 - Onto Us
- 2013 - Gothica

### Televisión
- 2023 - Special Ops: Lioness
- 2020 - Locke & Key
- 2018 - The Gifted
- 2018 - iZombie
- 2013 - Nikita
- 2012 - Covert Affairs